# Polyplectropus fijianus
Polyplectropus fijianus là một loài Trichoptera trong họ Polycentropodidae. Chúng phân bố ở miền Australasia.